# تشنار شيخ (دربندرود)
تشنار شیخ (بالفارسية: چنار شیخ) هي قرية تقع في إيران في قسم دربندرود الريفي. يقدر عدد سكانها بـ 3,890 نسمة .